# Leucania reticulata
Leucania reticulata är en fjärilsart som beskrevs av Emilio Berio 1962. Leucania reticulata ingår i släktet Leucania och familjen nattflyn. Inga underarter finns listade i Catalogue of Life.